# Palazzo Madama (Turijn)
Het Palazzo Madama in Turijn is een stadspaleis dat bewoond werd door de heren van Savoye. Het maakt deel uit van het UNESCO-Werelderfgoed Residenties van het Koninklijk Huis van Savoye.

## Geschiedenis
Het paleis bevindt zich binnen het gebied van de Romeinse stad Augusta Taurinorum. Een stadspoort ervan uit 45 v.Chr., de Porta Decumana is in het huidige gebouw geïntegreerd. Beide torens van de poort werden bij de bouw van een eerste vesting gebruikt. In de 15e eeuw werd de vesting uitgebreid met onder andere twee extra torens. Vervolgens werd de vesting omgebouwd tot een koninklijke residentie. In de 17e eeuw koos Christina van Frankrijk, bijgenaamd Madama Reale, het paleis als haar favoriete woonplaats. Sindsdien heeft het paleis zijn huidige naam.
Tussen 1718 en 1721 werd het paleis grondig verbouwd, met een nieuwe voorgevel, een atrium en een staatsietrap. In 1848 werd het paleis de parlementszetel van het koninkrijk Sardinië.
Sinds 1934 is in het gebouw een museum gevestigd, het Museo Civico d'Arte Antica, met een verzameling middeleeuwse sculpturen en schilderijen en een afdeling met glaswerk, porselein en keramiek uit verschillende tijdperken.